# Мартінсгайм
Мартінсгайм (нім. Martinsheim) — громада в Німеччині, розташована в землі Баварія. Підпорядковується адміністративному округу Нижня Франконія. Входить до складу району Кітцинген. Складова частина об'єднання громад Марктбрайт.
Площа — 23,22 км2. Населення становить 1036 ос. (станом на 31 грудня 2020).

## Галерея

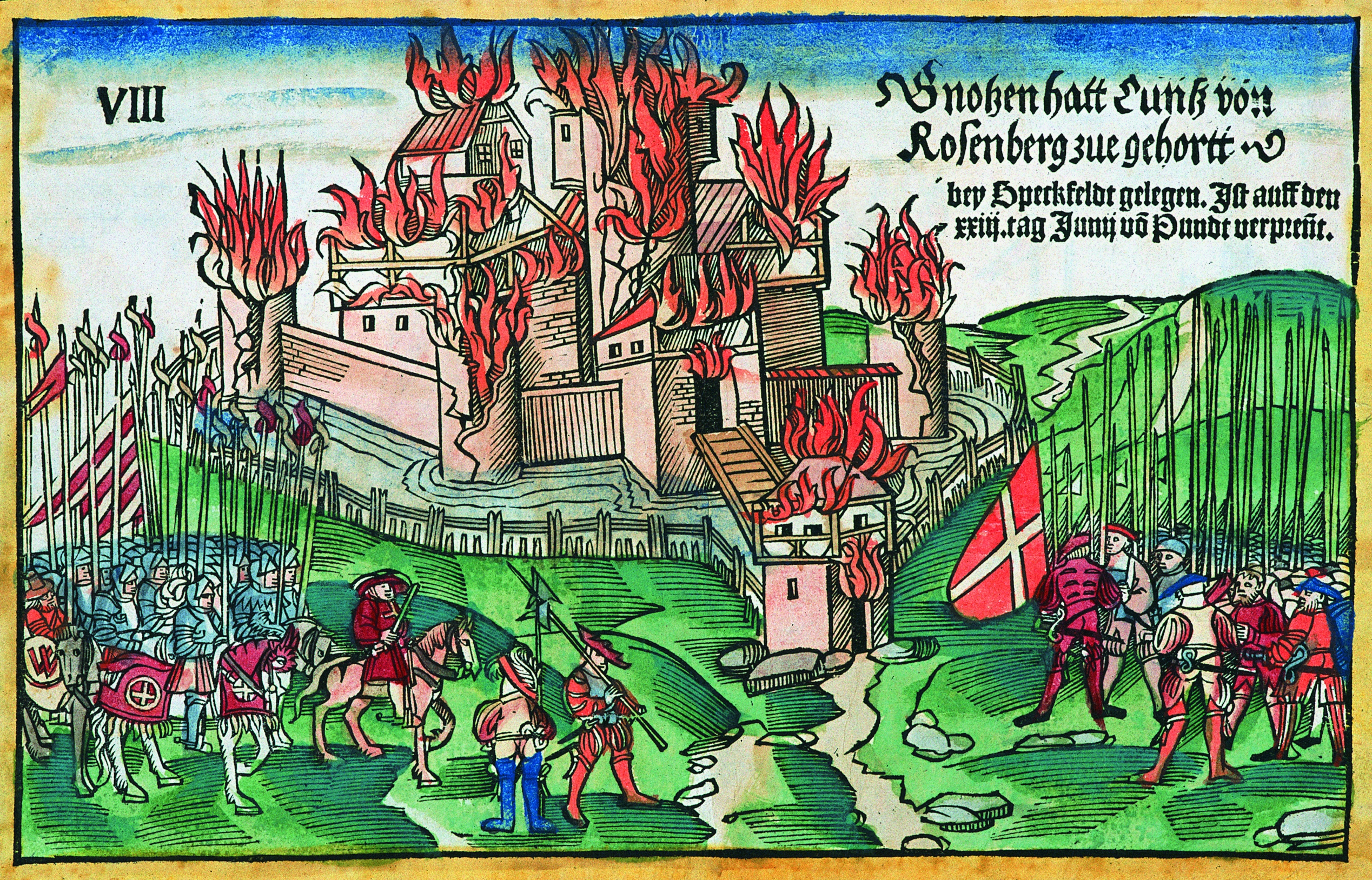